# Јасин Кешта
Јасин Кешта (арап. ياسين قشطة; Жанвилије, 25. фебруар 2002) је марокански фудбалер који тренутно наступа за Авр. Игра на позицији везног играча.

## Успеси
Авр
- Друга лига Француске  (1) : 2022/23.[5]